# Блуждающая пуля
«Блуждающая пуля» (англ. Hollow Point) — художественный фильм 1996 года производства США, снятый режиссёром Сидни Дж. Фьюри. Главные роли в этом фильме исполнили Томас Иан Гриффит, Тиа Каррере, Джон Литгоу, Дональд Сазерленд.

## Сюжет
Агент ФБР Диана Нокс (Каррере) и агент отдела по борьбе с наркотиками Макс Пэриш (Гриффит) охотятся за Ливингстоном (Литгоу), главой итало-русско-китайской мафии, которому необходимо переправить огромную суммы наличных в офшорные банки. Тот, кто произведёт арест, сможет употребить конфискованные деньги на нужды своей конторы, поэтому охота превращается в жестокую конкуренцию. Оба агента имеют на своём счету «заваленные» дела, и им необходимо реабилитироваться в своих ведомствах. Герою Сазерленда в «реабилитации» нужды нет, а вот кругленькая сумма не помешает. В результате все трое вынуждены действовать сообща, держа в уме мысль, что в завершении дела наверное следует «прокинуть» сообщников. Снят фильм с неплохим юмором, но это не чистая комедия, так как стрельбы, драк, взрывов и погонь хватает. Дональд Сазерленд забавен в необычной для него роли эксцентричного убийцы-профессионала.

## В ролях
- Томас Иан Гриффит
- Тиа Каррере
- Джон Литгоу
- Дональд Сазерленд